# Comuna Komintern, Oleksandria
Komintern (în ucraineană Комінтерн) este o comună în raionul Oleksandria, regiunea Kirovohrad, Ucraina, formată din satele Komintern (reședința) și Vesele.

## Demografie
Componența lingvistică a comunei Komintern
     Ucraineană (94,14%)
     Rusă (4,78%)
     Alte limbi (0,45%)
Conform recensământului din 2001, majoritatea populației comunei Komintern era vorbitoare de ucraineană (94,14%), existând în minoritate și vorbitori de rusă (4,78%).